# خريطة الطقس

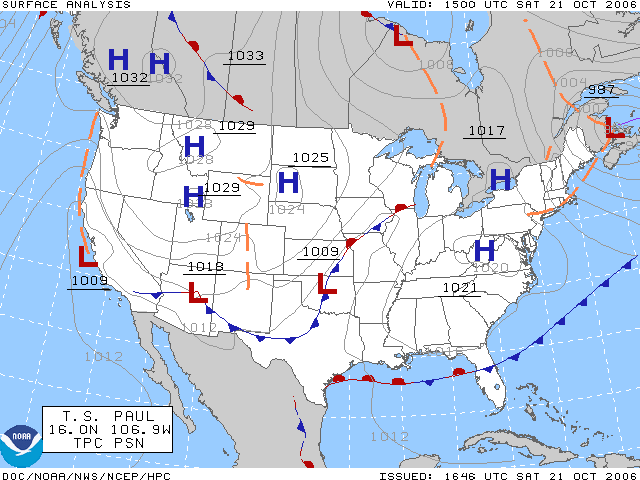
خريطة تحلل طقس الولايات المتحدة الأمريكية في تاريخ 21 أكتوبر 2006.

خَريطَةُ الطَقْس هي خريطة لمنطقة معينة تتموضع عليها رموز مختلفة لكل رمز معنى محدد لتشرح توقعات حالة الطقس خلال قترة زمنية معينة لهذه المنطقة. استخدمت خرائط الطقس في منتصف القرن التاسع عشر للتنبوء بالطقس وفي أغراض بحثية بحتة. تستخدم خرائط الطقس الخطوط الإيزوثيرمية لإظهار درجات الحرارة، والتي تساعد في تحديد الجبهات الهوائية. في حين تحلل الخطوط الكفافية المناطق ذات السرعات الريحية المتساوية،

## تاريخ خرائط الطقس
بدأ استخدام خرائط الطقس بالمعنى الحديث للكلمة في النصف الثاني من القرن التاسع عشر في محاولة لوضع نظرية لأنطمة العواصف.
أدى تطور تقنية البرقيات في الولايات المتحدة مع سنة 1845 إلى إمكانية تبادل وجمع المعلومات من أماكن مختلفة تقع على مسافات كبيرة وبسرعة كافية للحفاظ على قيمتها بالنسبة للوقت الحقيقي لتطبيقها. طورت مؤسسة سيمثونيان  شبكة لمراقبة ورصد الطقس في شرق ومنتصف الولايات المتحدة الأمريكة بين عامي 1840 و1860 تحت إدارة جوزيف هنري. سيطر فيلق الإشارة لجيش الولايات المتحدة على هذه الشبكة بين عامي 1870 و1874 بواسطة تشريع من الكونغرس الأمريكي وطورها لتمتد إلى الساحل الغربي فيما بعد. في البداية لم يتم أخذ جميع بيانات الخرائط من هذه التحليلات بسبب عدم توحيد الوقت. أول توحيد للوقت حدث في بريطانيا العظمى في سنة 1855. لم يدخل توحيد الوقت تبعاً للمناطق الزمنية إلى الولايات المتحدة حتى عام 1905، عندما قامت ديترويت بتأسيس وقت قياسي تبعاً للمناطق الزمنية. على الصعيد الدولي حذت دول أخرى حذو الولايات المتحدة في تأسيس شبكة للارصاد الجوية بدأً من عام 1872. بدأت الدول الأخرى بالاعتماد على التحليلات السطحية. ظهر أول استخدام الجبهات الهوائية في خرائط الطقس عند ادخال نموذج الإعصار النرويجي سنة 1910 على الرعم من محاولة لوميس في إدخالها للخرائط سنة 1841.

## معرض صور

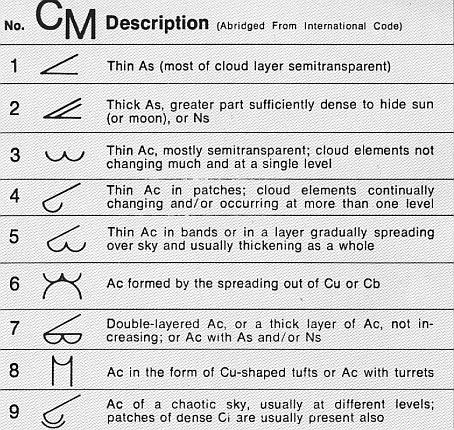
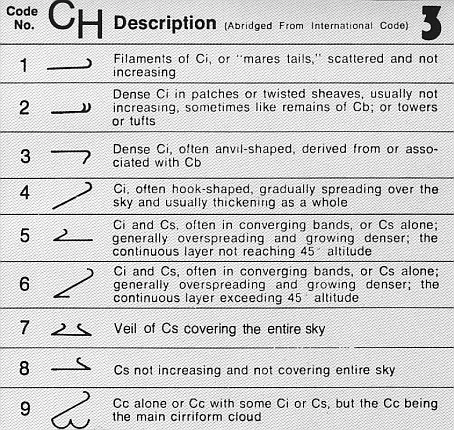
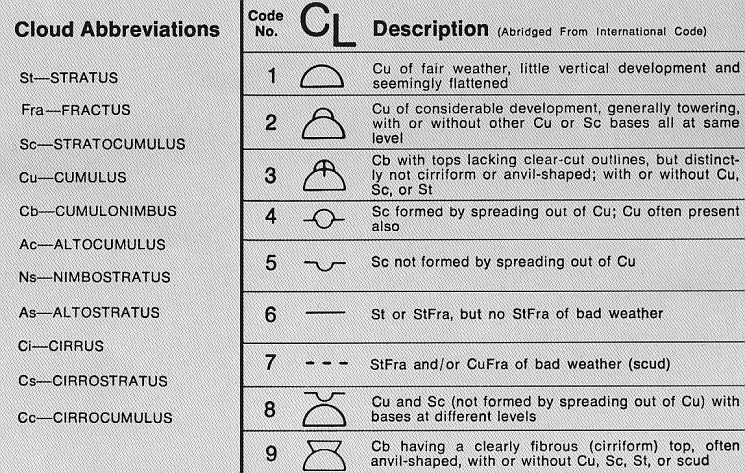